# Combo (노래)
"Combo"는 대한민국 보이 밴드 라이즈의 노래이다. 2024년 9월 4일 SM 엔터테인먼트를 통해 발매되었고 카카오엔터테인먼트와 RCA 레코드를 통해 유통되었으며, 첫 EP "RIIZING: Epilogue"의 리패키지 버전의 리드 싱글이다.

## 배경 및 발매
"Combo"는 2024년 6월에 처음 공개되었으며, 이 곡의 일부는 그룹의 EP인 RIIZING의 트레일러 배경 음악으로 사용되었다. 이 곡의 제목은 공개되지 않았고, EP의 원본 발매에는 포함되지 않았다. 9월 2일, SM 엔터테인먼트는 라이즈가 그룹의 1주년을 기념하여 Riizing: Epilogue라는 제목의 새 EP 버전을 발매할 것이며, 새 트랙 "Combo"를 포함할 것이라고 발표했다. 이 곡은 2024년 9월 4일 디지털 다운로드 및 스트리밍 플랫폼에 발매되었다.

## 작곡
"Combo"의 가사는 이 곡의 작곡 및 편곡에도 참여한 켄지가 썼다. 작곡에는 로니 스벤센, 에이드리언 테센, 앤 주디스 위크, 보비 루이스가 추가로 기여했으며, 앞의 두 사람은 편곡에도 참여했다. 대부분의 기여자들은 노르웨이 작곡가 집단 Dsign Music의 멤버이다. 얼터너티브 팝 록 곡으로 특징지어지는 이 곡은 "다이나믹한" 드럼, "강력한" 일렉트릭 기타, "샤우팅" 보컬이 특징이다. 가사적으로 이 곡은 "서로의 세상을 방해하고 궁극적으로 완성시키는 이야기를 담고 있다." "Combo"는 내림나장조로 작곡되었으며 템포는 분당 140비트이다.

## 뮤직 비디오
"Combo"의 뮤직 비디오는 2024년 9월 4일 SM 엔터테인먼트의 공식 유튜브 채널에 게시되며 곡과 동시에 공개되었다. 뮤직 비디오는 대부분 Riizing: Epilogue 트레일러 영상 촬영 중 포착된 비하인드 장면으로 구성되어 있다.

## 라이브 공연
"Combo"는 9월 13일 서울에서 열린 그룹의 Riizing Day 앙코르 공연 세트리스트에 포함되면서 처음으로 공연되었다. 공연에서 그룹은 불투명한 막, 연기, 레이저에 둘러싸인 채 와이어에 매달려 40피트 공중에 떠 있었다. 공연의 후반부에는 빠른 템포의 안무가 특징이었다. 이 공연의 공식 녹화본은 9월 20일 밴드의 유튜브 채널에 공개되었다.
밴드는 2024년 11월 30일 2024 멜론 뮤직 어워드에서 이 곡을 "Boom Boom Bass"와 함께 메들리로 공연했다.

## 참여 인원
참여 인원은 "RIIZING: Epilogue"의 라이너 노트에서 발췌했다.
스튜디오
- SM Wavelet Studio – 녹음, 디지털 편집
- SM Droplet Studio – 녹음
- SM Blue Cup Studio - 믹싱
- Sterling Sound – 마스터링

인원
- SM 엔터테인먼트 – 이그제큐티브 프로듀서
- 장철혁 – 총괄 감독
- 라이즈 – 보컬
  - 은석 – 백그라운드 보컬
  - 원빈 – 백그라운드 보컬
  - 소희 – 백그라운드 보컬
- 켄지 – 가사, 작곡, 편곡, 보컬 디렉션
- 로니 스벤센 – 작곡, 편곡, 기타
- 에이드리언 테센 – 작곡, 편곡
- 앤 주디스 위크 – 작곡
- 보비 루이스 – 작곡, 백그라운드 보컬
- 강은지 - 녹음, 디지털 편집
- 김주현 - 녹음
- 정의석 - 믹싱
- 크리스 게링거 – 마스터링

## 차트
| 차트 (2024)     | 최고 순위 |
| --------------- | --------- |
| 대한민국 (써클) | 200       |

## 발매 역사
| 지역      | 날짜           | 형식                     | 레이블    |
| --------- | -------------- | ------------------------ | --------- |
| 여러 지역 | 2024년 9월 4일 | 디지털 다운로드 스트리밍 | SM 카카오 |